# Wei Jingsheng
Wei Jingsheng (魏京生 pinyin Wèi Jīngshēng; Pekín, 20 de mayo de 1950)  es un disidente chino.

## Biografía
Hijo de altos dirigentes del Partido Comunista y antiguo miembro de la Guardia Roja. Inició una serie de protestas que le llevó a ser encarcelado en varias ocasiones y expulsado finalmente del país.
Saltó a la fama el 5 de diciembre de 1978, por colgar en el Muro de la Democracia un dazibao firmado por él mismo y llamado Quinta Modernización. En él, se pedía que además de la campaña emprendida por el gobierno de Deng Xiaoping llamada de las Cuatro Modernizaciones (en agricultura, industria, defensa y ciencia y tecnología), se emprendieran reformas en el campo de las libertades individuales, el principal de todos ellos. 

## Sentencia
Este manifiesto le valió ser arrestado el 29 de marzo de 1979 y condenado a 15 años de cárcel por divulgar secretos de Estado. Desde su cautiverio conseguiría seguir publicando algunas cartas de forma clandestina en las que denunciaba el régimen autocrático de China o la cuestión del Tíbet, entre otras cosas. Tras ser liberado en septiembre 1993, se le vuelve a encarcelar en marzo del año siguiente, no saliendo de prisión hasta noviembre de 1997, fecha en que se le indulta por motivos de salud y se le expulsa a los Estados Unidos.

## Premios y honores

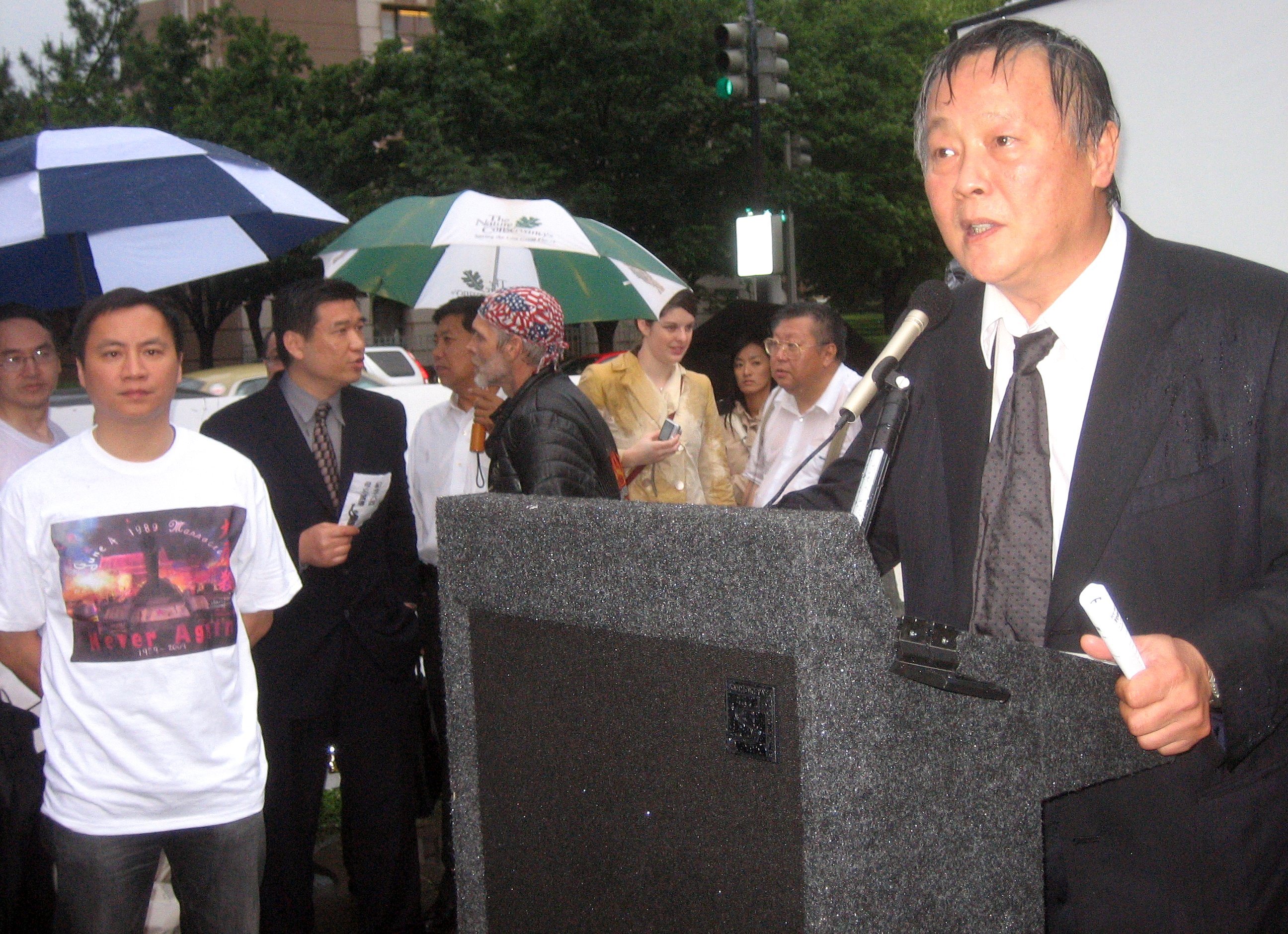
Wei Jingsheng en el 20º aniversario de la masacre de Tiananmen.

Ha sido candidato varias veces al Premio Nobel de la Paz. Recibió el Premio Olof Palme en 1994 y el Premio Sájarov en 1996, otorgado por el Parlamento Europeo en defensa de la Libertad de Pensamiento.